# Ratusz w Prusicach
Ratusz w Prusicach – budowla o cechach gotyckich, wzniesiona na przełomie XIV i XV wieku, później kilka razy przebudowywana, m.in. w latach 1529-1553 i 1928-1932. Obecnie jest siedzibą władz miejskich Prusic. 

## Historia
Pierwotny ratusz został wzniesiony na przełomie XIV i XV wieku. W latach 1529–1553 dokonano pierwszej większej przebudowy, a w latach 1710-1712 budowla została zrekonstruowana. W roku 1742 do bryły dobudowano protestancki dom modlitwy. Obecna forma została nadana ratuszowi podczas ostatniej większej przebudowy w latach 1928-1932, kiedy to rozebrano dom modlitwy i dobudowano nową część z podcieniami. W roku 1982 podcienia te zostały zabudowane.
 
Decyzją wojewódzkiego konserwatora zabytków z dnia 15 grudnia 1964 roku ratusz został wpisany do rejestru zabytków. 

## Architektura
Ratusz jest budowlą wzniesioną na planie prostokąta, nakrytą dachem dwuspadowym. Elewacja zachodnia posiada dwa szczyty, renesansowy kamienny portal i zewnętrzne schody dwubiegowe. W narożniku południowo-wschodnim jest wieża, dołem czworoboczna, na górze ośmioboczna, posiadająca galeryjkę z tarasem widokowym i hełm z latarnią. Wewnątrz wieży zachowało się pomieszczenie ze sklepieniem kolebkowym z lunetami, pozostałe izby zatraciły dawny charakter skutkiem wielokrotnych przebudów. Obecnie ratusz jest siedzibą władz samorządowych i administracyjnych Prusic. 

## Galeria

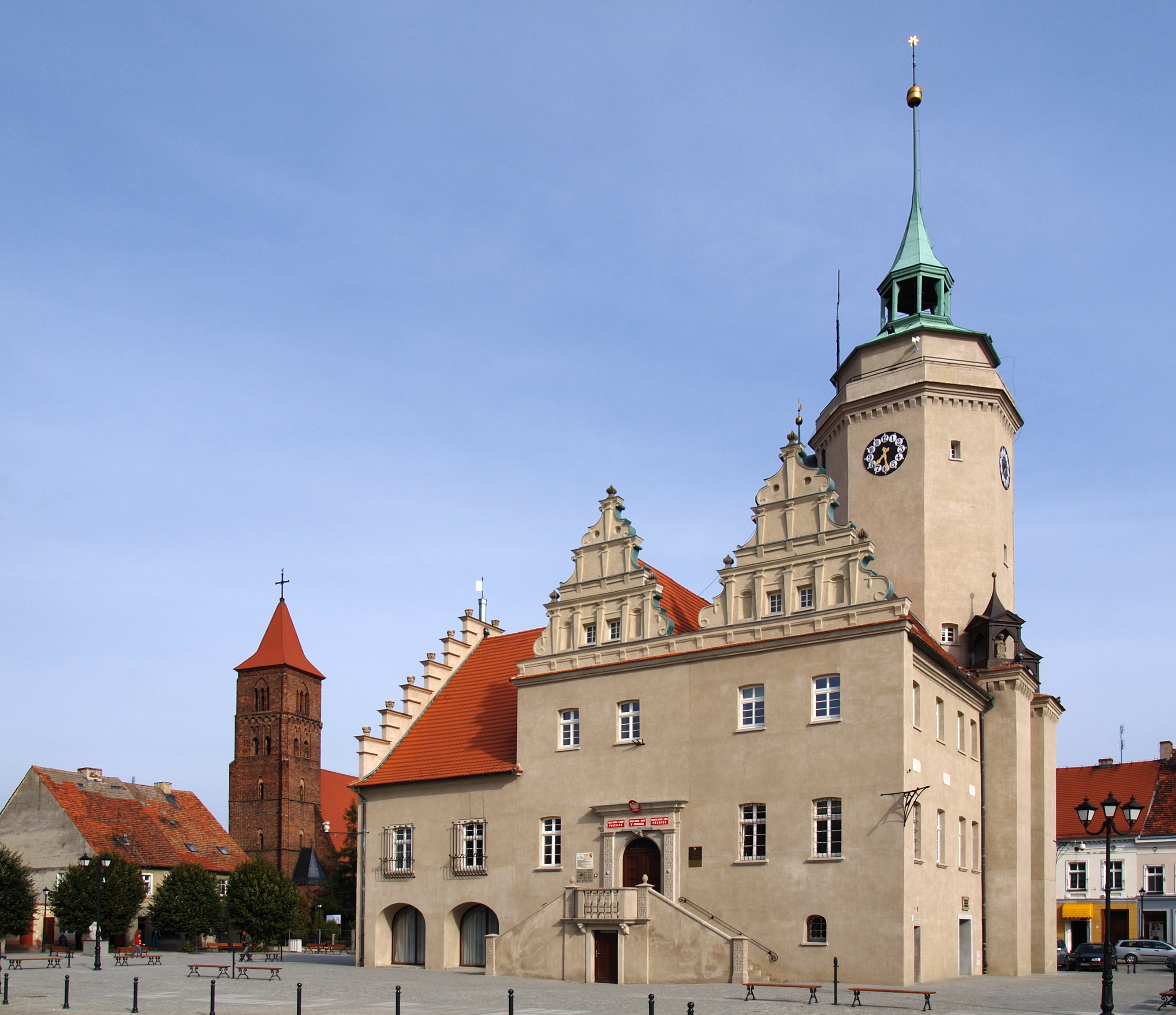
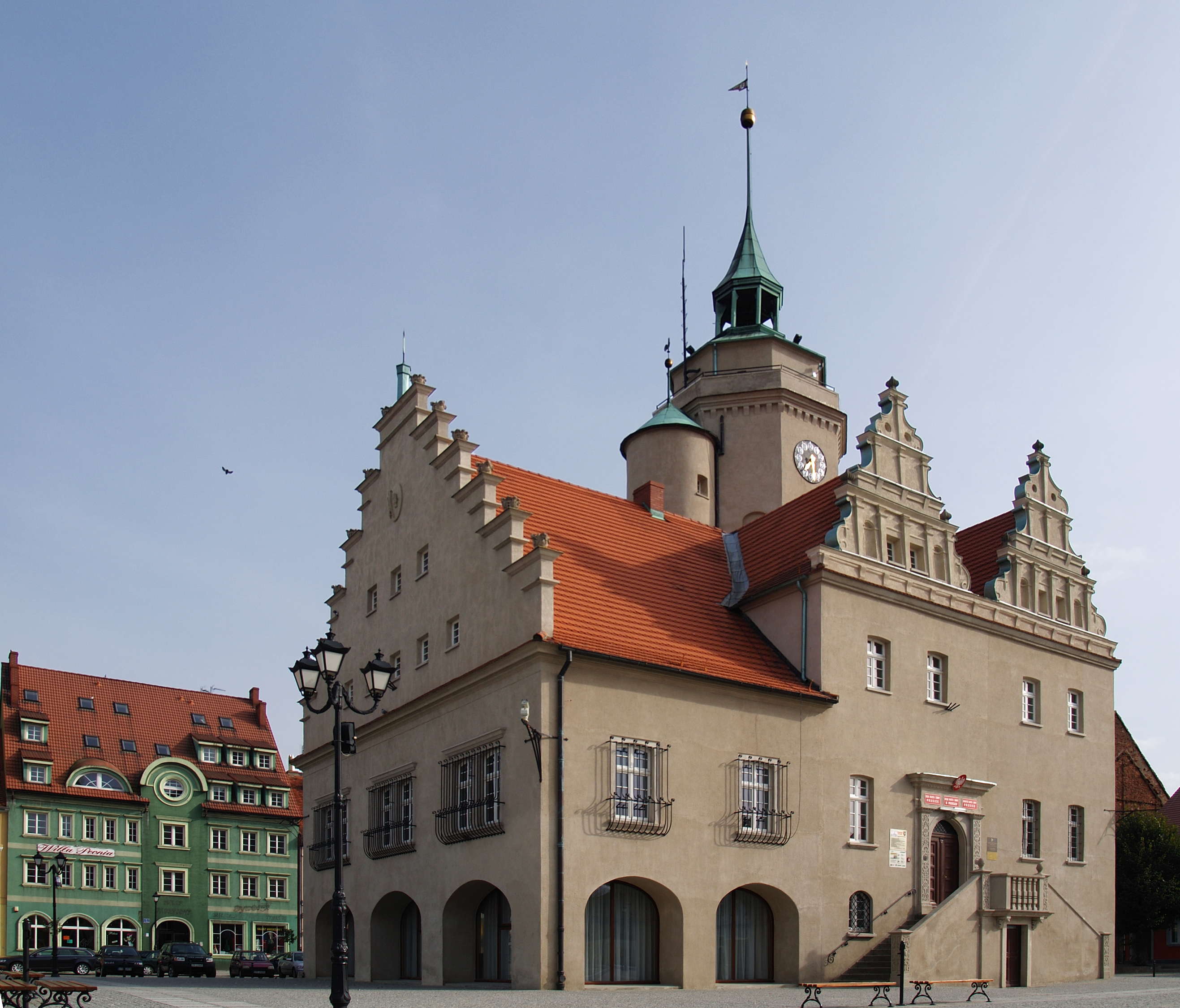
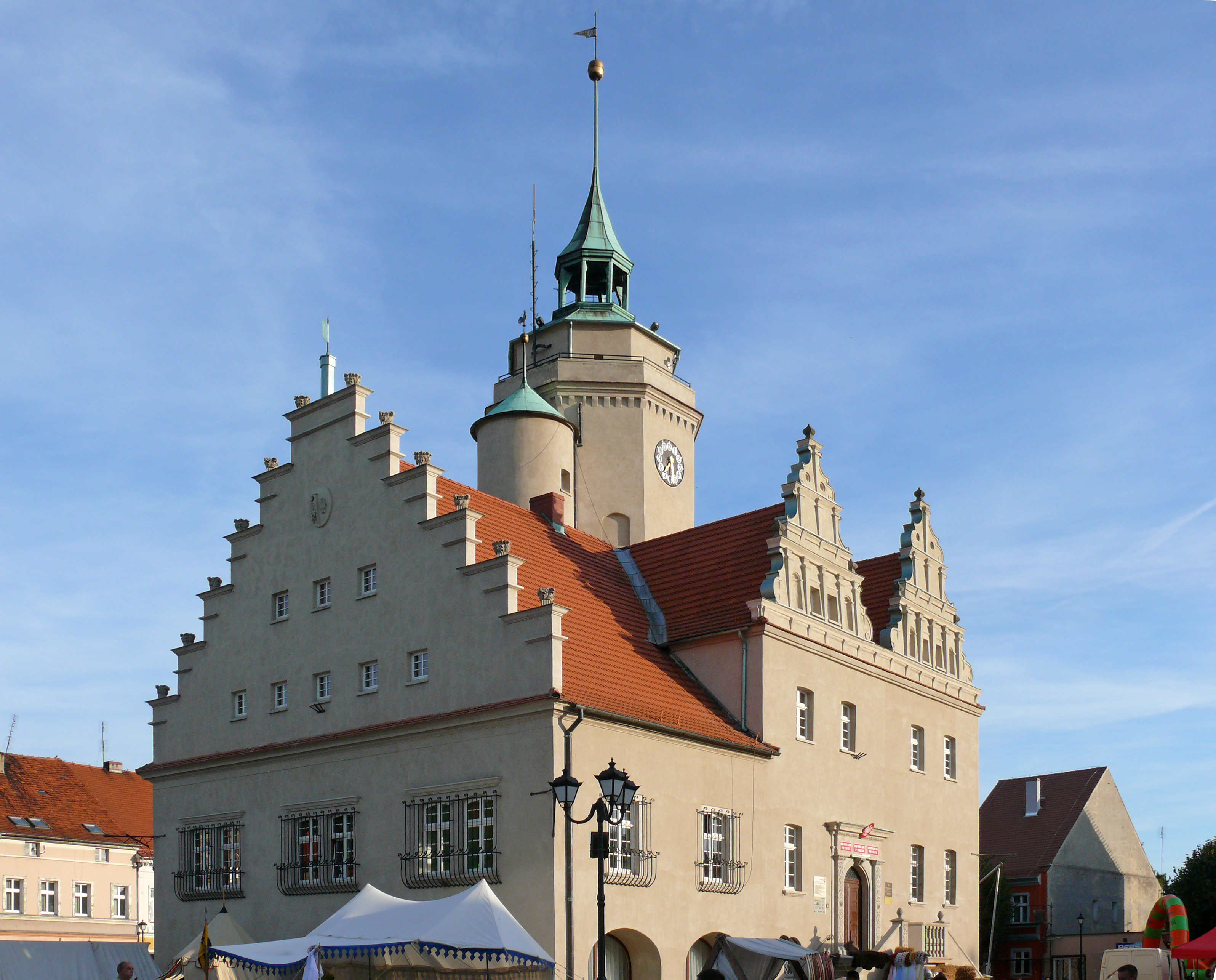
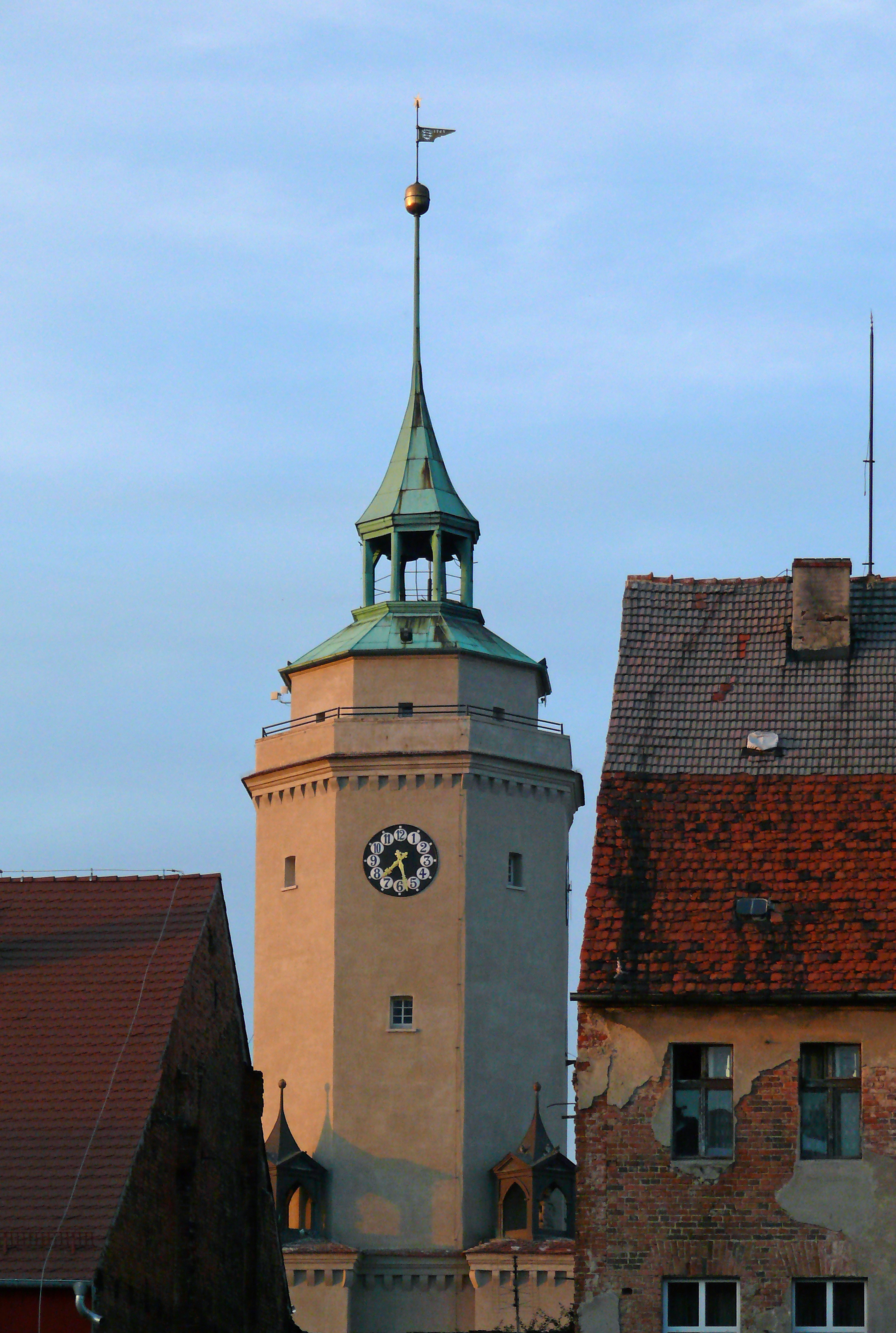